# Elecciones generales de Camboya de 2008
Las elecciones generales de Camboya de 2008 se llevaron a cabo el 27 de julio para escoger a los 123 miembros de la Asamblea Nacional de Camboya. Fueron las cuartas elecciones desde la restauración de la monarquía parlamentaria y la transición hacia el multipartidismo en 1993. El Partido Popular de Camboya obtuvo una victoria nacional aplastante, logrando por primera vez la mayoría necesaria para gobernar por sí mismo, obteniendo 90 de los 123 escaños, y triunfando en todas las provincias del país. Sin embargo, también se puede destacar de estas elecciones el avance de la oposición, liderada por Sam Rainsy, que logró conseguir 26 escaños y más de un millón de votos. Otro acontecimiento fue el fin de cualquier aspiración opositora del Funcinpec, que acabó siendo casi completamente derrotado con solo dos escaños, mientras que su líder, Norodom Ranariddh, abandonó el partido y fundó otro, el cual recibió la misma cantidad de escaños.
Observadores de la Unión Europea declararon que la elección fue un fraude electoral a gran escala, aunque reconoció ciertas mejoras en cuanto a las anteriores elecciones. Sin embargo, la elección quedó fuera de los estándares internacionales básicos.

## Antecedentes
Hun Sen anunció el 30 de mayo de 2007 que las elecciones se organizarían para el 27 de julio de 2008, por ser un día festivo y por caer exactamente en el quinto aniversario de las anteriores elecciones. Si bien se esperaba que el Partido Popular de Camboya obtuviera otro triunfo, la oposición era vista como cada vez más fortalecida. El partido monarquista Funcinpec había sufrido un fuerte declive por el alza de los partidos más modernistas y anti-Hun Sen, el Partido Sam Rainsy y el Partido de los Derechos Humanos, que se esperaba que tuvieran un gran impacto en estas elecciones.

## Campaña

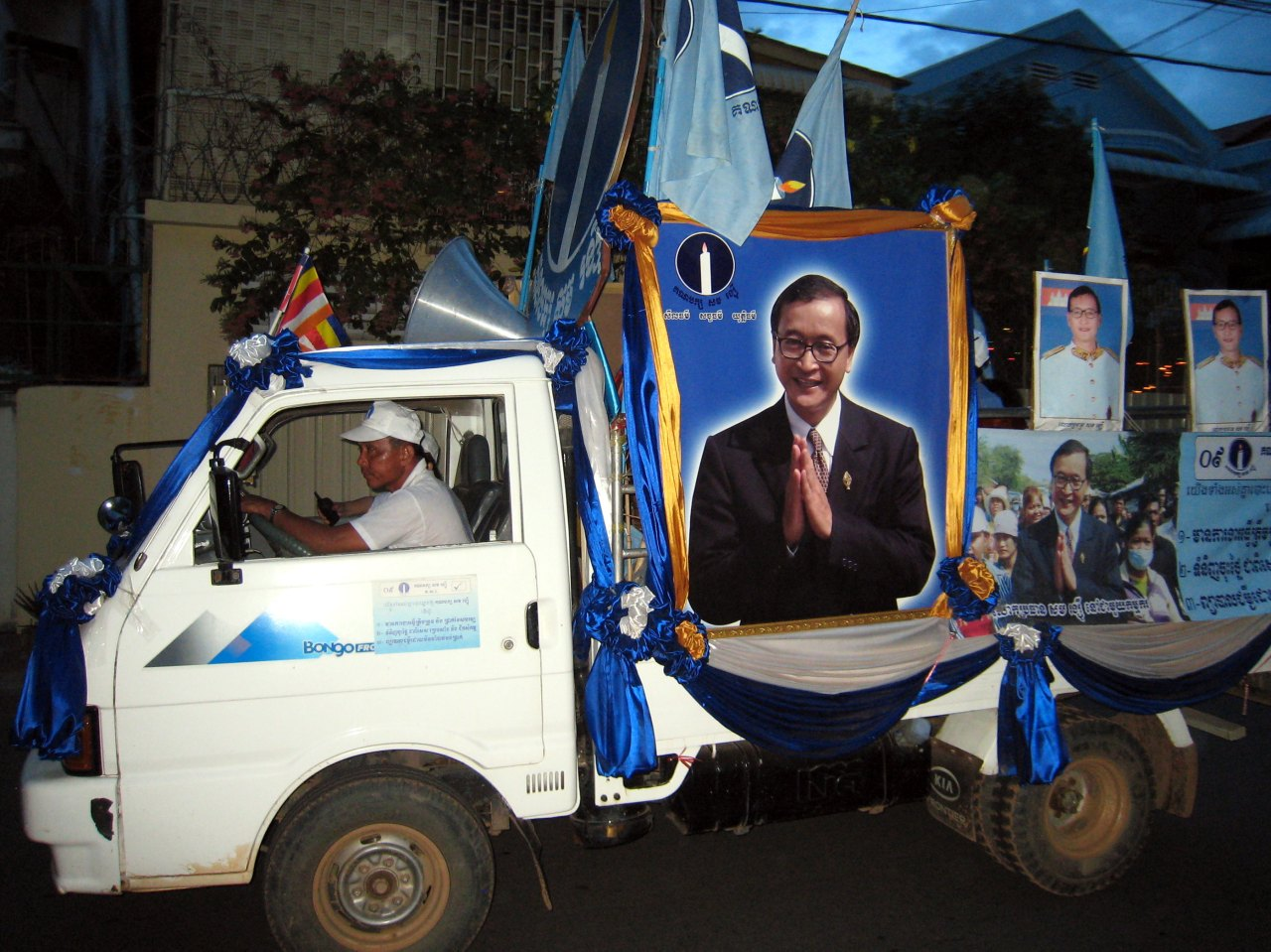
Autobús de campaña de Sam Rainsy.

Para la fecha límite de inscripción, el 12 de mayo, sólo doce partidos se habían inscrito para presentar listas en las elecciones, siendo poco más de la mitad de los veintitrés partidos de las anteriores elecciones, y un tercio de los treinta y nueve de las de 1998. De estos partidos, solo diez presentaron candidatos en todas las provincias y municipios de Camboya, mientras que los dos restantes presentaron candidatos en sólo nueve y siete provincias, respectivamente. Diez partidos fueron reconocidos automáticamente durante el registro, a uno se le solicitaron más documentos para la inscripción y fue finalmente aprobado, y uno solo fue rechazado, reduciendo la contienda a once partidos.
A principios de julio, varios partidos minoritarios declararon que se mostrarían dispuestos a realizar alianzas con el fin de desbancar al CPP del poder. Entre estos destacan el Partido Jemer Antipobreza, el Partido de la Sociedad Justa y el Partido Republicano Jemer.
Tal y como en las anteriores elecciones celebradas en el país asiático, la campaña fue controvertida y conocida por sus incidentes violentos, entre los cuales destacan intimidación a los votantes y algunos asesinatos por motivos políticos ocurridos días antes de la votación. Observadores independientes aseguraron que la campaña del Partido Popular de Camboya, el cual contaba con muchos más medios y fondos estatales, no cumplió con los estándares democráticos mínimos.

## Resultados

### Resultado nacional
Los resultados preliminares mostraron la mayor victoria electoral obtenida por el Partido Popular de Camboya hasta el momento. El CPP había ganado el 58.3% de los votos y 90 escaños, mientras que el SRP había ganado el 21.9% de los votos y 26 escaños, con el Partido de los Derechos Humanos en tres asientos, y el PNR y Funcinpec en dos cada uno. Las ONG alegaron que, de haber sido un escrutinio más limpio, lo más probable era que de todas formas el CPP hubiera ganado, debido a la popularidad adquirida por la resolución del conflicto con Tailandia por el Templo de Preah Vihear, y a la división casi total de las principales fuerzas opositoras (representadas, en ese momento, por cuatro partidos) pero que hubiera obtenido una mayoría mucho menor.
| Partidos                                                                             | Votos     | %      | % | Escaños | Escaños |
| ------------------------------------------------------------------------------------ | --------- | ------ | - | ------- | ------- |
| Partido Popular de Camboya                                                           | 3.492.374 | 58.11% |   | 90/123  |         |
| Partido Sam Rainsy (Nación Jemer)                                                    | 1.316.714 | 21.91% |   | 26/123  |         |
| Partido de los Derechos Humanos                                                      | 397.816   | 6.62%  |   | 3/123   |         |
| Partido Norodom Ranariddh                                                            | 337.943   | 5.62%  |   | 2/123   |         |
| Frente Unido Nacional por una Camboya Independiente, Neutral, Pacífica y Cooperativa | 303.764   | 5.05%  |   | 2/123   |         |
| Liga por la Democracia                                                               | 68.909    | 1.15%  |   | —       |         |
| Partido Democrático Jemer                                                            | 32.386    | 0.54%  |   | —       |         |
| Partido del Movimiento Democrático                                                   | 25.065    | 0.42%  |   | —       |         |
| Partido de la Sociedad Justa                                                         | 14.112    | 0.23%  |   | —       |         |
| Partido Republicano Jemer                                                            | 11.693    | 0.19%  |   | —       |         |
| Partido Jemer Antipobreza                                                            | 9.501     | 0.16%  |   | —       |         |
| Total                                                                                | 6.010.277 |        |   | 123     | 123     |
| Source:                                                                              |           |        |   |         |         |

### Resultados por provincia
El Partido Popular de Camboya (CPP) obtuvo una victoria nacional, es decir, que obtuvo mayoría de votos en todas las provincias y entidades municipales separadas del país. Esto incluye la capital Nom Pen, siendo hasta el momento la primera y única elección en la cual el CPP triunfó en aquella circunscripción (descontando las elecciones de 1981, cuando era el único partido legal). En la elección anterior, el CPP había triunfado en todas las provincias menos en Nom Pen.
|  | 61.11 % |

|  | 66.17 % |

|  | 14.53 % |

|  | 12.78 % |

|  | 6.40 % |

|  | 2.48 % |

|  | 9.11 % |

|  | 60.97 % |

|  | 68.97 % |

|  | 21.65 % |

|  | 7.17 % |

|  | 3.40 % |

|  | 2.44 % |

|  | 4.36 % |

|  | 51.30 % |

|  | 73.86 % |

|  | 26.53 % |

|  | 9.11 % |

|  | 7.35 % |

|  | 2.96 % |

|  | 2.74 % |

|  | 57.32 % |

|  | 79.90 % |

|  | 17.04 % |

|  | 9.23 % |

|  | 8.06 % |

|  | 5.47 % |

|  | 2.88 % |

|  | 57.47 % |

|  | 78.17 % |

|  | 17.72 % |

|  | 10.54 % |

|  | 6.70 % |

|  | 4.22 % |

|  | 3.36 % |

|  | 52.17 % |

|  | 73.71 % |

|  | 22.03 % |

|  | 13.59 % |

|  | 6.76 % |

|  | 2.05 % |

|  | 3.40 % |

|  | 56.79 % |

|  | 77.01 % |

|  | 21.53 % |

|  | 7.74 % |

|  | 5.82 % |

|  | 5.33 % |

|  | 2.78 % |

|  | 55.23 % |

|  | 81.76 % |

|  | 24.82 % |

|  | 11.42 % |

|  | 3.67 % |

|  | 2.93 % |

|  | 1.92 % |

|  | 79.64 % |

|  | 80.55 % |

|  | 9.08 % |

|  | 4.48 % |

|  | 3.22 % |

|  | 1.56 % |

|  | 2.02 % |

|  | 74.07 % |

|  | 58.09 % |

|  | 15.39 % |

|  | 4.13 % |

|  | 2.22 % |

|  | 2.17 % |

|  | 2.03 % |

|  | 56.91 % |

|  | 71.63 % |

|  | 25.17 % |

|  | 6.76 % |

|  | 5.36 % |

|  | 3.96 % |

|  | 1.83 % |

|  | 77.65 % |

|  | 65.62 % |

|  | 11.04 % |

|  | 3.49 % |

|  | 3.21 % |

|  | 1.93 % |

|  | 2.69 % |

|  | 65.03 % |

|  | 67.08 % |

|  | 10.09 % |

|  | 8.65 % |

|  | 7.16 % |

|  | 5.68 % |

|  | 3.39 % |

|  | 69.26 % |

|  | 69.14 % |

|  | 20.00 % |

|  | 5.09 % |

|  | 2.38 % |

|  | 1.74 % |

|  | 1.52 % |

|  | 51.85 % |

|  | 65.67 % |

|  | 35.59 % |

|  | 6.09 % |

|  | 2.31 % |

|  | 1.82 % |

|  | 7.55 % |

|  | 67.48 % |

|  | 73.28 % |

|  | 14.98 % |

|  | 6.12 % |

|  | 5.81 % |

|  | 1.68 % |

|  | 3.93 % |

|  | 56.30 % |

|  | 77.47 % |

|  | 21.37 % |

|  | 8.89 % |

|  | 8.74 % |

|  | 2.64 % |

|  | 2.07 % |

|  | 70.52 % |

|  | 77.98 % |

|  | 15.74 % |

|  | 4.53 % |

|  | 4.24 % |

|  | 2.10 % |

|  | 2.86 % |

|  | 76.68 % |

|  | 58.98 % |

|  | 10.18 % |

|  | 4.16 % |

|  | 3.54 % |

|  | 2.52 % |

|  | 2.91 % |

|  | 57.05 % |

|  | 77.95 % |

|  | 17.10 % |

|  | 8.61 % |

|  | 5.96 % |

|  | 5.38 % |

|  | 5.90 % |

|  | 67.15 % |

|  | 69.59 % |

|  | 23.02 % |

|  | 3.20 % |

|  | 2.92 % |

|  | 2.20 % |

|  | 1.51 % |

|  | 73.53 % |

|  | 73.02 % |

|  | 13.14 % |

|  | 7.37 % |

|  | 2.31 % |

|  | 1.24 % |

|  | 2.41 % |

|  | 73.49 % |

|  | 82.91 % |

|  | 14.10 % |

|  | 3.94 % |

|  | 3.71 % |

|  | 2.97 % |

|  | 1.78 % |

|  | 60.45 % |

|  | 84.52 % |

|  | 20.67 % |

|  | 8.84 % |

|  | 4.19 % |

|  | 4.11 % |

|  | 1.74 % |

## Formación del gobierno
Finalizado el recuento, Hun Sen se adjudicó la victoria. Fue rápidamente reelegido Primer ministro, pudiendo gobernar por sí mismo debido a que ya había sido derogado el párrafo que exigía una supermayoría de dos tercios para formar gobierno (con la cual, sin embargo, contaba). De todas formas, el CPP mantuvo la coalición con el colapsado Funcinpec con el fin de mantener controlada a la oposición. Unas semanas después de la formación del gobierno, se enmendó la constitución de 1993 para que el Primer ministro pudiera ser electo con mayoría simple de votos, sin necesidad de mayoría absoluta. La SRP, HRP y NRP amenazaron con boicotear la primera sesión parlamentaria a menos que se investigaran las irregularidades; a lo que Hun Sen respondió que en ese caso, los asientos de la oposición serían redistribuidos entre CPP y Funcinpec. Finalmente, la oposición aceptó sus escaños.
| Candidato     | Fecha                                                        | Voto | CPP | SRP | HRP | NRP | Func. | Total  |
| ------------- | ------------------------------------------------------------ | ---- | --- | --- | --- | --- | ----- | ------ |
| Hun Sen (CPP) | 24 de septiembre de 2008 Mayoría absoluta requerida (62/123) | Sí   | 90  |     |     |     | 2     | 92/123 |
| Hun Sen (CPP) | 24 de septiembre de 2008 Mayoría absoluta requerida (62/123) | No   |     | 26  | 3   |     |       | 29/123 |
| Hun Sen (CPP) | 24 de septiembre de 2008 Mayoría absoluta requerida (62/123) | Abs. |     |     |     | 2   |       | 2/123  |
| Hun Sen (CPP) | 24 de septiembre de 2008 Mayoría absoluta requerida (62/123) | Aus. |     |     |     |     |       | 0/123  |